# شهر ایلویلو
شهر ایلویلو (به انگلیسی: Iloilo City) شهری در ویسایای غربی فیلیپین است. این شهر مرکز استان ایلویلو است. در سرشماری سال ۲۰۲۰، شهر ایلویلو دارای جمعیت ۴۵۷۶۲۶ نفر و نرخ رشد سالانه جمعیت آن ۰٫۴۲٪ بود. کل جمعیت منطقه کلان‌شهری آن ۱٬۱۰۹٬۶۴۹ نفر است.
شهر ایلویلو مجموعه‌ای از شهرهای سابق است که اکنون محلات آن هستند، متشکل از: ویلا د آروالو، شهر اصلی ایلویلو، جارو، لاپاز، ماندوریائو و مولو.
این شهر مرکز منطقه‌ای آموزش، آشپزی، مذهب، مراقبت‌های بهداشتی، گردشگری، فرهنگ، صنعت و اقتصاد در ویسایاس غربی است. شهر ایلویلو یک مرکز دانشگاهی پررونق است که دانشجویان خارجی و داخلی را از نقاط مختلف کشور و خارج از کشور جذب می‌کند.
در سال ۱۶۰۰، یک حمله بزرگ مسلمانان به شهر ایلویلو آغاز شد و آنان با نیرویی متشکل از ۷۰ کشتی و ۴۰۰۰ جنگجو، به چندین جزیره ویسایا یورش بردند و هدف آن‌ها ربودن افراد برای بردگی بود. با این حال، این حمله توسط نیرویی متشکل از ۱۰۰۰ جنگجوی ویسایایی و ۷۰ رزمنده مکزیکی به فرماندهی دون خوان گارسیا د سیرا (شهردار آلکالد اسپانیایی) که در نبرد کشته شد، دفع شد. با افزایش تهاجمات مورو در اواخر قرن شانزدهم، دفاع اسپانیایی‌ها در ویسایا با ساختن دژیی در ایلویلو که دو گروه از سربازان مکزیکی در آن مستقر بودند، تقویت شد.